# حسن حوري
حسن حوري (بالفارسية: حسن هوری) هو لاعب كرة قدم إيراني في مركز حراسة المرمى، ولد في 11 فبراير 1985 في صالحية في إيران. شارك مع منتخب إيران تحت 17 سنة لكرة القدم. أما مع النوادي، فقد لعب مع نادي شاهين بوشهر ونادي شهر خودرو ونادي صنعت نفط عبادان ونادي فولاد خوزستان ونادي مس كرمان.